# Historisk visa
Historisk visa är ett samlingsnamn på visor inom genren medeltidsballader som antas kunna föras tillbaka till bestämda historiska händelser. De idag kända svenska visorna finns sedan 1986 utgivna av Svenskt visarkiv i andra bandet av den text- och melodikritiska utgåvan Sveriges medeltida ballader. De historiska visorna utgjorde en viktig del av materialet i den vetenskapliga diskussion av balladgenrens ålder, uppkomst och spridning som kännetecknade decennierna kring 1900-talets mitt och främst grundades på balladtexterna som språkliga och historiska källor. Bland de historiska visorna finns bland annat ett par med brudrovsmotiv, t.ex. ”Vreta klosterrov” (SMB 59), samt ”Slaget vid Lena” (SMB 56) som antas ha anknytning till det historiska slaget vilket ägde rum år 1208 i Västergötland.